# Ullendorf

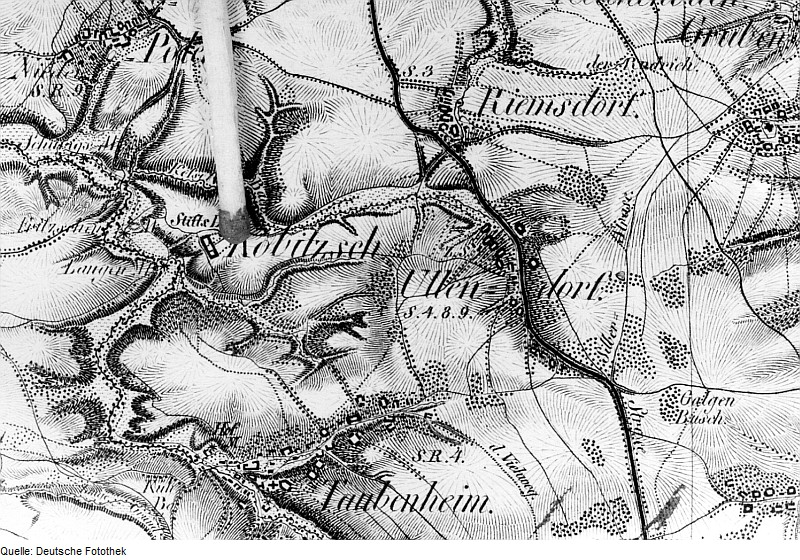
„Ullendorf“ auf einer Karte aus dem 19. Jahrhundert

Ullendorf ist ein Ortsteil der Gemeinde Klipphausen im Landkreis Meißen, Sachsen. 

## Geographie
Ullendorf liegt im Meißner Hochland zwischen Wilsdruff, Nossen und Meißen. Das Dorf ist umgeben von den anderen zu Klipphausen gehörenden Ortsteilen Taubenheim im Südwesten und Kobitzsch im Westen. Der Ort Riemsdorf liegt nördlich, Naustadt nordöstlich sowie Röhrsdorf südöstlich von Ullendorf.
In Ullendorf beginnt der Kesselbach, der als orografisch rechter Zufluss der Kleinen Triebisch zustrebt und die Grenze zur Gemeinde Bockwen-Polenz bildete. Südwestlich der Ortslage Ullendorf befindet sich das Gewerbegebiet Taubenheim. Wichtigste Straße in Ullendorf ist die Wilsdruffer Straße, aktuell Staatsstraße 177 und vormals Fernverkehrsstraße 177, die von der Autobahnanschlussstelle Wilsdruff nach Meißen führt. Auf dieser Strecke verkehren auch die Buslinien 414 und 428 der Verkehrsgesellschaft Meißen, die Ullendorf an den ÖPNV anbinden. Die Taubenheimer Straße zweigt in Ullendorf von der Wilsdruffer Straße ab. Entlang der östlichen Gemarkungsgrenze verläuft die alte Silberstraße von Scharfenberg nach Freiberg.

## Geschichte
Eine Urkunde von 1186, in der Markgraf Otto einen Streit zwischen seinem Vasallen Adelbert von Taubenheim und dessen Untertanen schlichtet, erwähnt das Dorf erstmals als „Everberrindorf“. Angenommen wird, dass sich der Verfasser der Urkunde verschrieben hat und der Ort damals etwa „Elberendorf“ hieß. Der Ortsname geht somit auf den Lokator-Namen Alber zurück. Im Lauf der Jahrhunderte wandelte sich der Ortsname unter anderem über die Stationen „Alberndorf“, „Albirndorff“, „Olberndorff“, „Ulmendorf“, „Ulbendorff“ und „Uhlendorf“ hin zur heutigen Schreibweise, die 1768 belegt ist.
Die Vierseithöfe des Ortes liegen relativ weit auseinander. Um das Waldhufendorf, dessen Bewohner sich ihr Einkommen in der Landwirtschaft verdienten, erstreckte sich eine 257 Hektar große Waldhufenflur. In die Grundherrschaft teilten sich die Besitzer der Rittergüter in Polenz und Taubenheim. Dementsprechend war das Dorf auch kirchlich geteilt und nach Naustadt bzw. Taubenheim gepfarrt. Heute gehört es ganz zur Kirchgemeinde Taubenheim.
Die Verwaltung des Ortes oblag jahrhundertelang dem Erbamt Meißen. Im Jahre 1856 gehörte Ullendorf zum Gerichtsamt Meißen und kam danach zur Amtshauptmannschaft Meißen, aus der der gleichnamige Landkreis hervorging. Auf Grundlage der Landgemeindeordnung von 1838 erlangte Ullendorf Selbstständigkeit als Landgemeinde. Im Jahre 1937 wurde Kobitzsch eingemeindet. Am 1. Juli 1950 kam Ullendorf durch Eingemeindung nach Taubenheim, das wiederum ab Ende 2003 zu Triebischtal gehörte. Durch die Eingemeindung von Triebischtal am 1. Juli 2012 wurde Ullendorf ein Ortsteil der Gemeinde Klipphausen.
Den an der Schmalspurbahn Wilsdruff–Gärtitz gelegenen Bahnhof Ullendorf-Röhrsdorf bedienten Güterzüge bis zu seiner Stilllegung 1969. Ab etwa 1970 errichtete die LPG Einheit Sönitz Schweinezuchtställe, die 1977 etwa 5000 Tieren Platz boten. Mehrere Gebäude im Ort sind als Kulturdenkmal geschützt (siehe Liste der Kulturdenkmale in Taubenheim).

### Einwohnerentwicklung
| Jahr | Einwohner                                 |
| ---- | ----------------------------------------- |
| 1551 | 14 besessene Mann, 2 Häusler, 16 Inwohner |
| 1764 | 13 besessene Mann, 2 Gärtner, 4 Häusler   |
| 1834 | 144                                       |
| 1871 | 170                                       |
| 1890 | 180                                       |
| 1910 | 224                                       |
| 1925 | 216                                       |
| 1939 | 220                                       |
| 1946 | 320                                       |
| 1950 | siehe Taubenheim                          |